# Terraza (arquitectura)

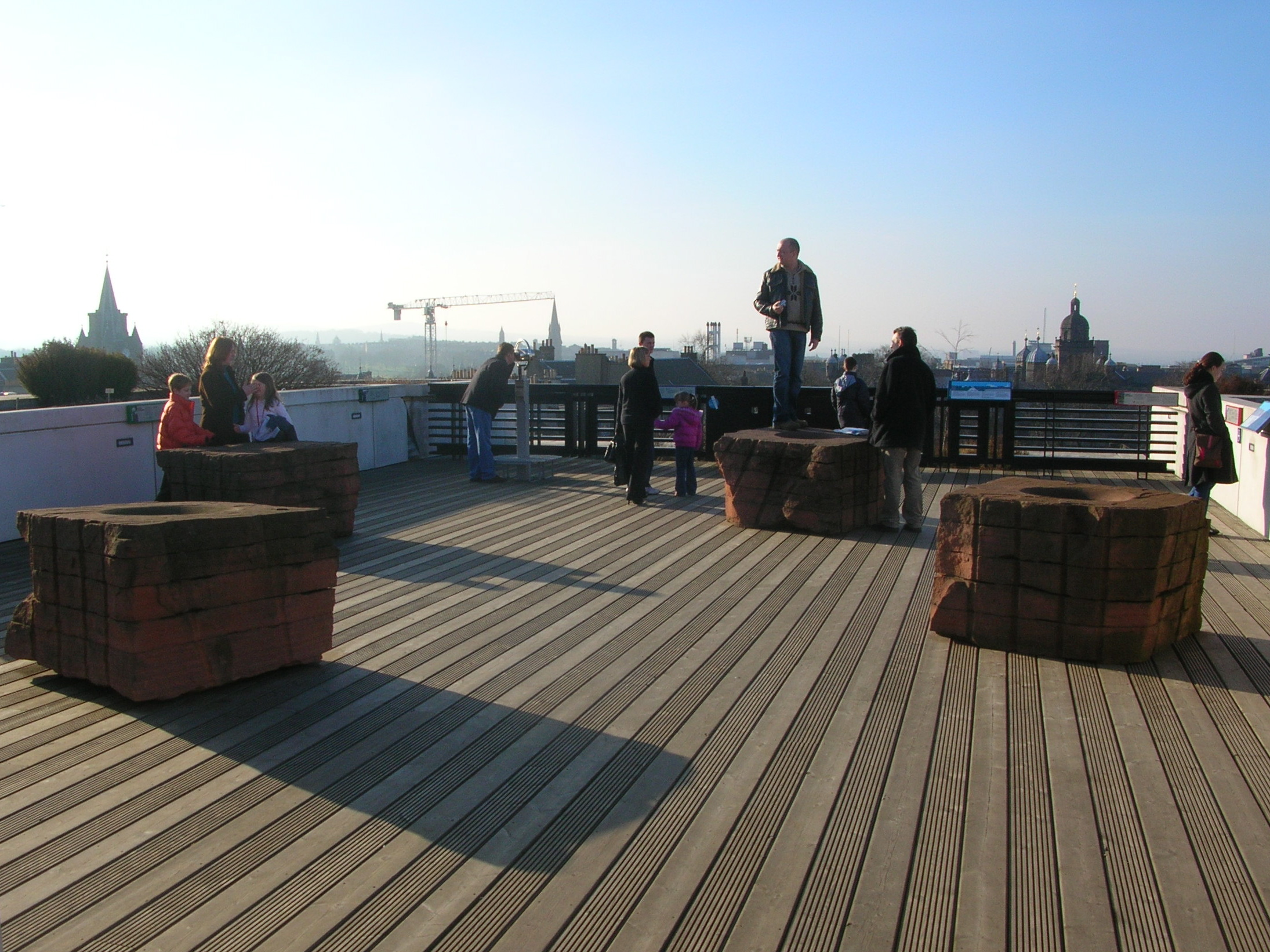
Terraza del museo de Escocia

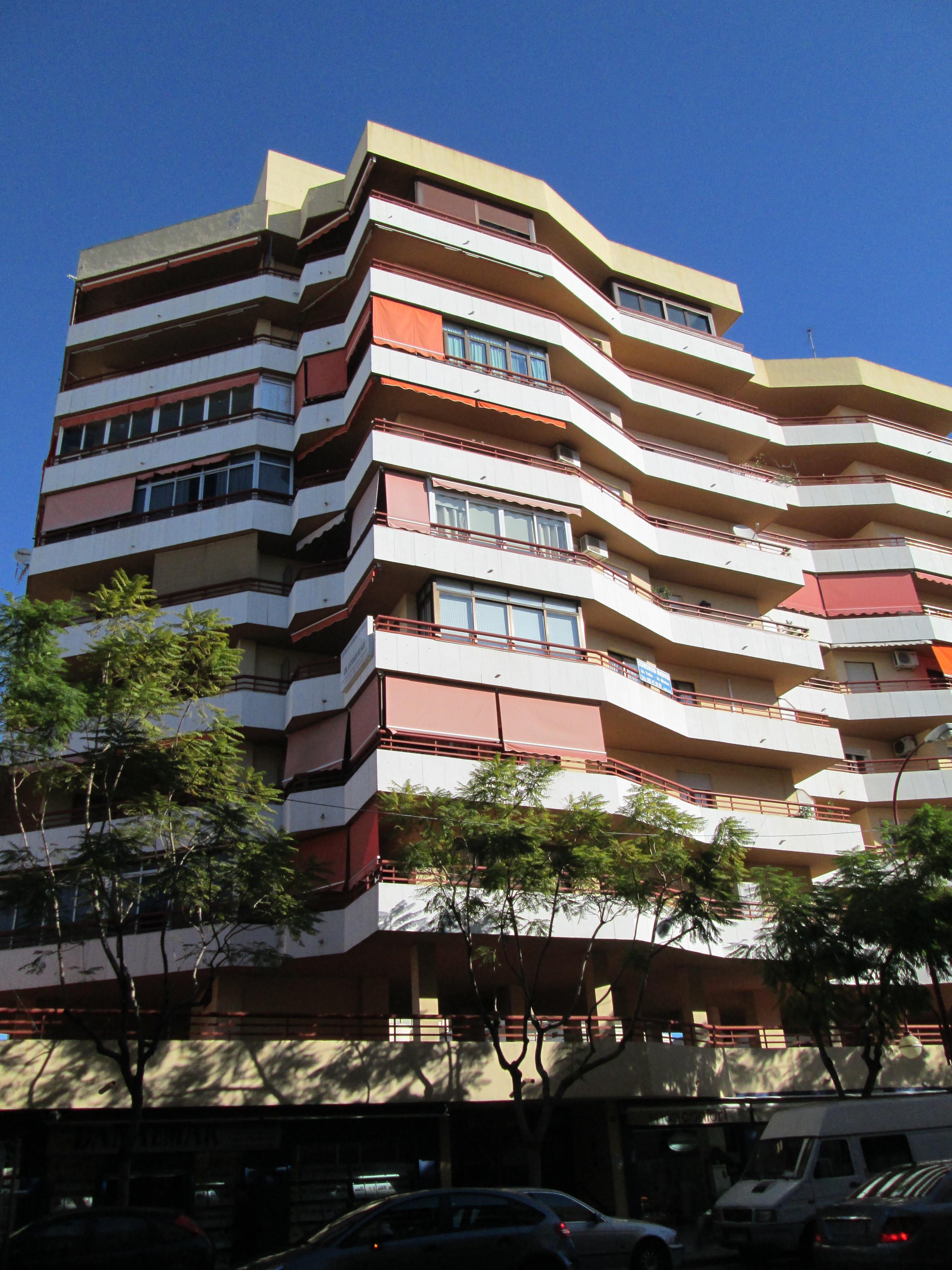
Edificio con terrazas en Fuengirola, España.

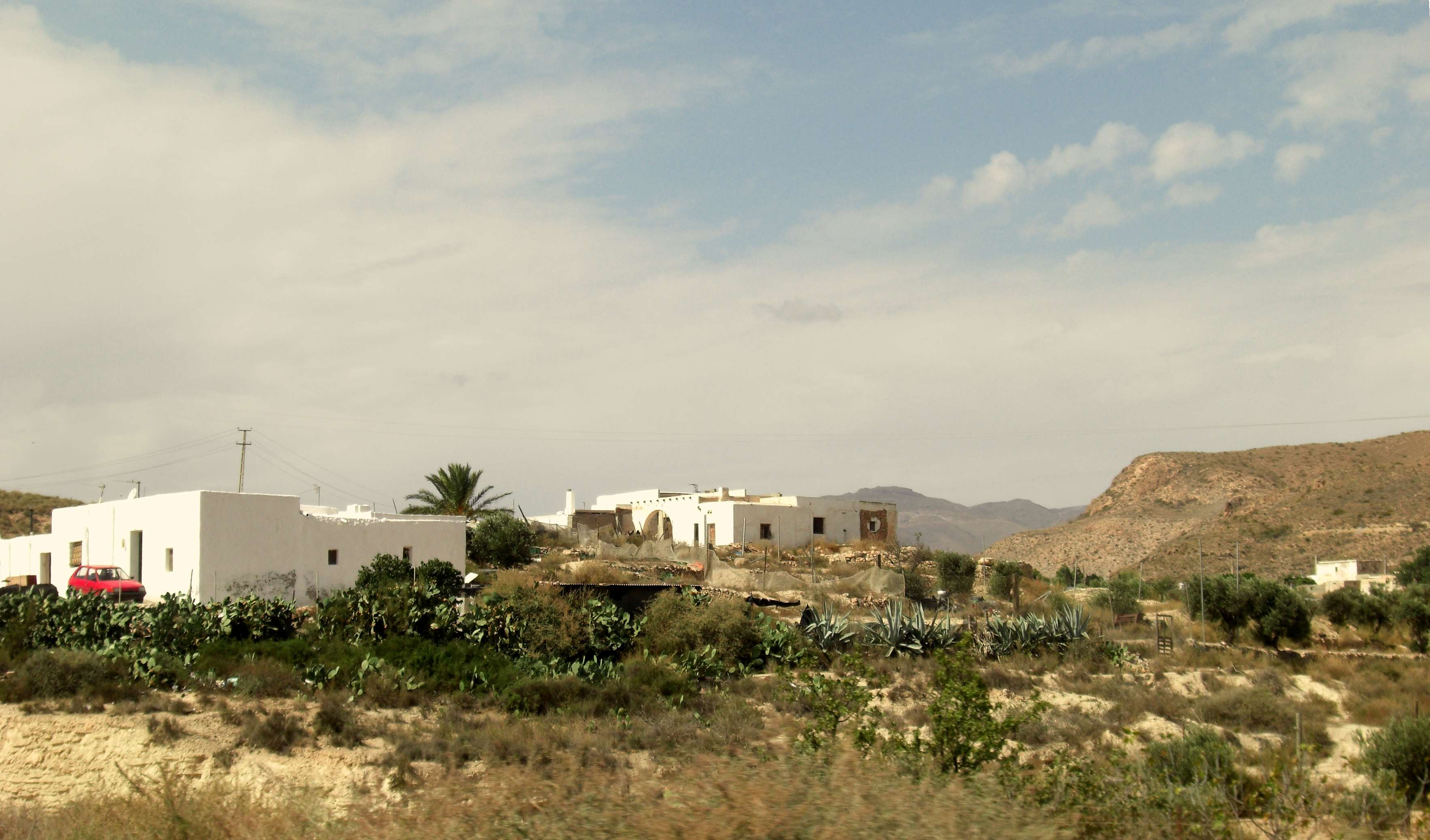
Níjar - Casas con terraos

La terraza es la cubierta plana utilizable de un edificio —la azotea—, que en algunas zonas del sur de España se denomina terrado y en la Alpujarra Granadina (Granada), la provincia de Almería y Región de Murcia terrao, también terreno. La zona exterior de un restaurante, un café o bar, donde los clientes puedan sentarse afuera al aire libre, también se denomina terraza.
También es la zona de la casa abierta al aire libre, la extensión exterior habitable de una vivienda por encima de nivel del terreno, provista de barandillas o muros bajos.

## Características
Aunque sus características físicas varían, una terraza tiene barandas o muros, en ocasiones no tiene cubierta y es más amplia que un balcón.

## Historia
Surge como extensión utilizable de las casas de cubierta plana, en las regiones soleadas, con baja pluviosidad, como las del Antiguo Egipto y las zonas ribereñas del mar Mediterráneo. Se vuelve a utilizar profusamente con el Movimiento Moderno al plantearse, en los edificios de viviendas en altura, crear un espacio habitable al aire libre, bien soleado, con plantas, intentando imitar las características de los porches de las viviendas unifamiliares.

## Terraos
Los terraos son un tipo de cubierta de las casas tradicionales de aparceros y pastores de la franja costera de la provincia de Almería, de la Alpujarra Granadina y la Región de Murcia. Se construían sobre vigas de madera (20 por cada estancia o incluso pitracos en épocas de carestía) que descansaban sobre los muros de carga que sostenían una capa de cañizo entretejido con cuerdas de esparto verde en torno a las cañas de más grosor. A continuación un lecho de hojarasca de albardín, una capa de barro arcilloso y una capa de una arcilla impermeable compactada como puede ser la tierra launa. Normalmente estos terraos tenían chimeneas de planta cuadrada para el tiro de las chimeneas del hogar, claraboyas, pretiles alrededor del perímetro del terrao y caños empotrados en los pretiles. Tenían una geometría plana o ligeramente inclinada. Durante las lluvias, escasas y torrenciales, la tierra launa formaba una pasta impermeable.